# ピエーヴェ・ポルト・モローネ
ピエーヴェ・ポルト・モローネ（伊: Pieve Porto Morone）は、イタリア共和国ロンバルディア州パヴィーア県にある、人口約2,600人の基礎自治体（コムーネ）。

## 地理

### 位置・広がり

#### 隣接コムーネ
隣接するコムーネは以下の通り。括弧内の(PCはピアチェンツァ県所属を示す。
- アレーナ・ポー
- バディーア・パヴェーゼ
- カステル・サン・ジョヴァンニ (PC)
- コスタ・デ・ノービリ
- モンティチェッリ・パヴェーゼ
- サンタ・クリスティーナ・エ・ビッソーネ
- サルマト (PC)
- ゼルボ

### 気候分類・地震分類
気候分類では、zona E, 2628 GGに分類される。
また、イタリアの地震リスク階級 (it) では、zona 3 (sismicità bassa) に分類される
。

## 行政

### 分離集落
ピエーヴェ・ポルト・モローネには、以下の分離集落（フラツィオーネ）がある。
- Casoni, Mezzano, Sartorona